# Жорди Кодина
Жорди Кодина (на испански: Jordi Codina) е испански футболист, вратар, който играе за Реус.

## Кариера
През 2002 г. се присъединява към Реал Мадрид Кастиля. Професионален дебют прави в Сегунда Дивисион през сезон 2005/06 срещу Спортинг Хихон. В началото на 2007/08 е част от първия отбор на Реал Мадрид, като е трети вратар след Икер Касияс и Йежи Дудек. На 18 май 2008 г. записва единствения си мач за клуба, в последния кръг срещу Леванте (5:2). На 2 юли 2009 г. преминава със свободен трансфер в тима на Хетафе, където подписва 3-годишен договор. За шест години записва 68 мача. На 11 юни 2015 г. подписва договор за 2 години с кипърския шампион АПОЕЛ.

## Отличия

### Реал Мадрид
- Ла Лига (1): 2007/08
- Носител на Суперкупата на Испания (1): 2008